# Olympische Winterspiele 1994/Teilnehmer (Polen)
| Gelbes Symbol für Goldmedaillen mit stilisierten Olympischen Ringen | Graues Symbol für Silbermedaillen mit stilisierten Olympischen Ringen | Braundes Symbol für Bronzemedaillen mit stilisierten Olympischen Ringen |
| ------------------------------------------------------------------- | --------------------------------------------------------------------- | ----------------------------------------------------------------------- |
| —                                                                   | —                                                                     | —                                                                       |

Polen nahm an den Olympischen Winterspielen 1994 im norwegischen Lillehammer mit einer Delegation von 28 Athleten in acht Disziplinen teil, davon 15 Männer und 13 Frauen. Ein Medaillengewinn gelang keinem der Athleten.
Fahnenträger bei der Eröffnungsfeier war der Biathlet Tomasz Sikora.

## Teilnehmer nach Sportarten

### Biathlon
| Athleten                                                 | Wettbewerbe        | Zeit        | Fehler      | Rang |
| -------------------------------------------------------- | ------------------ | ----------- | ----------- | ---- |
| Frauen                                                   |                    |             |             |      |
| Zofia Kiełpińska                                         | 7,5 km Sprint      | 31:11,1 min | 7 (4+3)     | 68   |
| Helena Mikołajczyk                                       | 15 km Einzel       | 59:44,8 min | 7 (3+1+0+3) | 52   |
| Halina Pitoń                                             | 7,5 km Sprint      | 29:39,2 min | 4 (2+2)     | 57   |
| Halina Pitoń                                             | 15 km Einzel       | 1:00:18,2 h | 7 (2+2+2+1) | 57   |
| Anna Stera                                               | 7,5 km Sprint      | 30:04,5 min | 3 (2+1)     | 62   |
| Agata Suszka                                             | 15 km Einzel       | 59:13,2 min | 4 (2+0+2+0) | 45   |
| Anna Stera Helena Mikołajczyk Agata Suszka Halina Pitoń  | 4 × 7,5 km-Staffel | 1:59:18,1 h | 4 (2+2)     | 11   |
| Männer                                                   |                    |             |             |      |
| Tomasz Sikora                                            | 10 km Sprint       | 31:02,6 min | 3 (2+1)     | 32   |
| Krzysztof Topór                                          | 10 km Sprint       | 32:37,7 min | 3 (3+0)     | 61   |
| Jan Wojtas                                               | 20 km Einzel       | 1:08:10,5 h | 7 (3+2+1+1) | 67   |
| Jan Ziemianin                                            | 10 km Sprint       | 30:44,2 min | 2 (1+1)     | 27   |
| Jan Ziemianin                                            | 20 km Einzel       | 1:02:00,6 h | 4 (0+2+0+2) | 39   |
| Wiesław Ziemianin                                        | 20 km Einzel       | 1:05:48,8 h | 6 (2+1+2+1) | 63   |
| Tomasz Sikora Jan Ziemianin Wiesław Ziemianin Jan Wojtas | 4 × 7,5 km-Staffel | 1:33:49,3 h | 0 (0+0)     | 8    |

### Eiskunstlauf
| Athleten                           | Wettbewerbe | Pflichttanz 1 | Pflichttanz 1 | Pflichttanz 2 | Pflichttanz 2 | Originaltanz | Originaltanz | Kurzprogramm | Kurzprogramm | Kür/Kürtanz | Kür/Kürtanz | Gesamt    | Gesamt |
| Athleten                           | Wettbewerbe | Bewertung     | Rang          | Bewertung     | Rang          | Bewertung    | Rang         | Bewertung    | Rang         | Bewertung   | Rang        | Bewertung | Rang   |
| ---------------------------------- | ----------- | ------------- | ------------- | ------------- | ------------- | ------------ | ------------ | ------------ | ------------ | ----------- | ----------- | --------- | ------ |
| Frauen                             |             |               |               |               |               |              |              |              |              |             |             |           |        |
| Anna Rechnio                       | Einzel      | —             | —             | —             | —             | —            | —            | 4,5          | 9            | 12,0        | 12          | 16,5      | 10     |
| Mixed                              |             |               |               |               |               |              |              |              |              |             |             |           |        |
| Agnieszka Domańska Marcin Głowacki | Eistanz     | 3,6           | 18            | 3,6           | 18            | 10,8         | 18           | —            | —            | 17,0        | 17          | 35,0      | 17     |

### Eisschnelllauf
| Athleten         | Wettbewerbe | Zeit         | Rang |
| ---------------- | ----------- | ------------ | ---- |
| Frauen           |             |              |      |
| Ewa Wasilewska   | 1500 m      | 2:07,44 min  | 18   |
| Ewa Wasilewska   | 3000 m      | 4:28,86 min  | 16   |
| Männer           |             |              |      |
| Paweł Jaroszek   | 1500 m      | 1:54,49 min  | 11   |
| Jaromir Radke    | 5000 m      | 6:50,40 min  | 7    |
| Jaromir Radke    | 10.000 m    | 14:03,84 min | 5    |
| Artur Szafrański | 1500 m      | DNF          | DNF  |
| Paweł Zygmunt    | 1500 m      | 2:05,21 min  | 40   |
| Paweł Zygmunt    | 5000 m      | 6:58,91 min  | 18   |

### Nordische Kombination
| Athleten           | Wettbewerb                        | Skispringen | Skispringen | Langlauf    | Langlauf | Zeit        | Rang |
| Athleten           | Wettbewerb                        | Punkte      | Rang        | Zeit        | Rang     | Zeit        | Rang |
| ------------------ | --------------------------------- | ----------- | ----------- | ----------- | -------- | ----------- | ---- |
| Männer             |                                   |             |             |             |          |             |      |
| Stanisław Ustupski | Gundersen-Wettkampf Normalschanze | 200,0       | 19          | 40:53,8 min | 26       | 46:06,8 min | 21   |

### Rennrodeln
| Athlet                            | Wettbewerb   | Lauf 1   | Lauf 1 | Lauf 2   | Lauf 2 | Lauf 3 | Lauf 3 | Lauf 4 | Lauf 4 | Gesamt       | Gesamt |
| Athlet                            | Wettbewerb   | Zeit     | Rang   | Zeit     | Rang   | Zeit   | Rang   | Zeit   | Rang   | Zeit         | Rang   |
| --------------------------------- | ------------ | -------- | ------ | -------- | ------ | ------ | ------ | ------ | ------ | ------------ | ------ |
| Männer                            |              |          |        |          |        |        |        |        |        |              |        |
| Leszek Szarejko Adrian Przechewka | Doppelsitzer | 49,104 s | 14     | 49,800 s | 18     | —      | —      | —      | —      | 1:38,904 min | 16     |

### Ski Alpin
| Athleten          | Wettbewerbe        | 1. Lauf     | 1. Lauf | 2. Lauf     | 2. Lauf | Gesamt      | Gesamt |
| Athleten          | Wettbewerbe        | Zeit        | Rang    | Zeit        | Rang    | Zeit        | Rang   |
| ----------------- | ------------------ | ----------- | ------- | ----------- | ------- | ----------- | ------ |
| Männer            |                    |             |         |             |         |             |        |
| Marcin Szafrański | Abfahrt            | —           | —       | —           | —       | 1:52,59 min | 46     |
| Marcin Szafrański | Alpine Kombination | 1:43,82 min | 47      | 1:47,45 min | 27      | 3:31,27 min | 27     |
| Marcin Szafrański | Slalom             | DNF         | DNF     | DNF         | DNF     | DNF         | DNF    |
| Marcin Szafrański | Super-G            | —           | —       | —           | —       | 1:38,54 min | 42     |

### Skilanglauf
| Athleten                                                             | Wettbewerbe      | Zeit        | Rang |
| -------------------------------------------------------------------- | ---------------- | ----------- | ---- |
| Frauen                                                               |                  |             |      |
| Bernadeta Bocek                                                      | 5 km klassisch   | 15:47,1 min | 31   |
| Bernadeta Bocek                                                      | 10 km Verfolgung | 30:50,2 min | 22   |
| Bernadeta Bocek                                                      | 15 km Freistil   | 44:12,8 min | 18   |
| Bernadeta Bocek                                                      | 30 km klassisch  | 1:34:28,6 h | 34   |
| Dorota Kwaśny                                                        | 5 km klassisch   | 16:04,3 min | 38   |
| Dorota Kwaśny                                                        | 10 km Verfolgung | 31:53,6 min | 28   |
| Dorota Kwaśny                                                        | 15 km Freistil   | 44:43,1 min | 22   |
| Dorota Kwaśny                                                        | 30 km klassisch  | DNF         | DNF  |
| Mićhalina Maciuszek                                                  | 15 km Freistil   | 46:43,0 min | 40   |
| Mićhalina Maciuszek                                                  | 30 km klassisch  | 1:33:34,2 h | 31   |
| Halina Nowak                                                         | 5 km klassisch   | 16:46,1 min | 58   |
| Halina Nowak                                                         | 15 km Freistil   | 45:02,2 min | 25   |
| Małgorzata Ruchała                                                   | 5 km klassisch   | 15:07,5 min | 15   |
| Małgorzata Ruchała                                                   | 10 km Verfolgung | 29:49,7 min | 14   |
| Małgorzata Ruchała                                                   | 30 km klassisch  | 1:30:45,8 h | 16   |
| Mićhalina Maciuszek Małgorzata Ruchała Dorota Kwaśny Bernadeta Bocek | 4 × 5 km-Staffel | 1:01:13,2 h | 8    |

### Skispringen
| Athleten         | Wettbewerb    | 1. Durchgang | 1. Durchgang | 1. Durchgang | 2. Durchgang | 2. Durchgang | 2. Durchgang | Gesamt | Gesamt |
| Athleten         | Wettbewerb    | Weite        | Punkte       | Rang         | Weite        | Punkte       | Rang         | Punkte | Rang   |
| ---------------- | ------------- | ------------ | ------------ | ------------ | ------------ | ------------ | ------------ | ------ | ------ |
| Männer           |               |              |              |              |              |              |              |        |        |
| Wojciech Skupień | Normalschanze | 84,5 m       | 100,5        | 39           | 86,5 m       | 106,0        | 26           | 206,5  | 29     |
| Wojciech Skupień | Großschanze   | 94,5 m       | 65,1         | 42           | 100,0 m      | 76,5         | 26           | 141,6  | 31     |